# 昌樟高速公路
昌樟高速公路是一条位於中華人民共和國江西省的高速公路，连接南昌市与樟树市，在中国国家高速公路网编制下，目前昌樟高速被分为三部分，樟树到厚田段纳入沪昆高速，厚田到生米段纳入南昌绕城高速公路，而生米到新建成为枫生高速的一部分。